# Berlin-Film
Die von 1941 bis 1945 bestehende Berlin-Film GmbH war eine deutsche Filmproduktionsgesellschaft, die mit der 1942 erfolgten Eingliederung in den verstaatlichten Ufa-Konzern (Ufi) nur noch formale Selbstständigkeit behielt. Die Berlin-Film GmbH war von der Cautio Treuhand GmbH am 2. Februar 1941 geschaffen worden, um für Beschäftigung jener Filmschaffenden zu sorgen, die durch die am Tag zuvor erfolgte Liquidierung der 17 noch in Privatbesitz befindlichen Berliner Filmproduktionsfirmen arbeitslos geworden waren. Nur wenige Privatfirmen waren weiterhin geduldet, um Kultur- und Werbefilme (z. B. die Epoche-Color-Film AG) oder deutsche Synchronfassungen fremdsprachiger Filme zu produzieren (z. B. Hispano-Film-Produktion GmbH, Atlas-Filmproduktion).
Herstellungsgruppenleiter der Berlin-Film GmbH waren Adolf Elling, Friedrich Wilhelm Gaik, Ernst Garden, Heinrich Jonen, Otto Ernst Lubitz, Christoph Mülleneisen, Felix Pfitzner, Franz Tapper, Franz Vogel und Hans von Wolzogen.

## Die Filme der Berlin-Film GmbH
- Stimme des Herzens (Johannes Meyer, 1942)
- Liebeskomödie (Theo Lingen, 1942)
- Karneval der Liebe (Paul Martin, 1942/43)
- Großstadtmelodie (Wolfgang Liebeneiner, 1942/43)
- Gefährtin meines Sommers (Fritz Peter Buch, 1942/43)
- Fahrt ins Abenteuer (Jürgen von Alten, 1942/43)
- Ein Walzer mit dir (Hubert Marischka, 1942)
- Ein Mann für meine Frau (Hubert Marischka, 1942/43)
- Wildvogel (Johannes Meyer, 1943)
- Die Zaubergeige (Herbert Maisch, 1943/44)
- Die schwarze Robe (Fritz Peter Buch, 1943/44)
- Die heimlichen Bräute (Johannes Meyer, 1943/44)
- Die beiden Schwestern (Erich Waschneck, 1943)
- Der Meisterdetektiv (Hubert Marischka, 1943/44)
- Das war mein Leben (Paul Martin, 1943/44)
- Intimitäten (Paul Martin, 1944)
- Ich glaube an Dich (Rolf Hansen, 1944/50)
- Eines Tages (Fritz Kirchhoff, 1944)
- Eine reizende Familie (Erich Waschneck, 1944/45)
- Die Affäre Roedern (Erich Waschneck, 1944)
- Das fremde Leben (Johannes Meyer, 1944/45)
- Das alte Lied (Fritz Peter Buch, 1944/45)